# Чижевщина (Брестская область)
Чижевщина (бел. Чыжэ́ўшчына) — деревня в Жабинковском районе Брестской области Беларуси. Входит в состав Ленинского сельсовета. Население — 214 человек (2019). Известно как место Крупчицкого сражения.

## География
Чижевщина расположена в 11 км к юго-востоку от Жабинки и в 13 км к юго-западу от Кобрина близ границы с Кобринским районом. По северной окраине деревни проходит автомагистраль М1, от неё здесь ответвляется местная дорога, вдоль которой вытянута Чижевщина и которая ведёт в деревню Мыщицы. Местность принадлежит бассейну Вислы, севернее деревни течёт река Тростяница, приток Мухавца.

## История

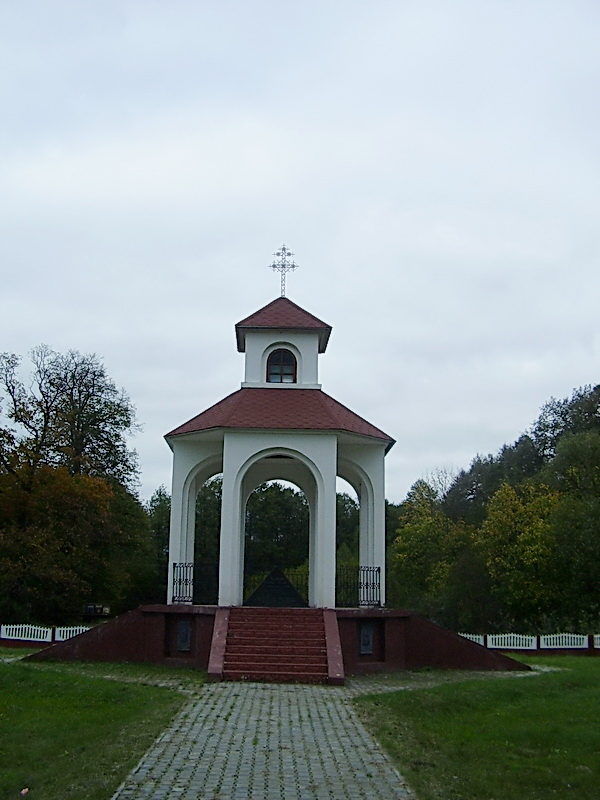
Часовня в память погибших в Крупчицком сражении

До Второй мировой войны на территории современной деревни Чижевщина располагались две деревни — Крупчицы и Рыковичи.
Крупчицы были известны своим кармелитским монастырём. Кармелиты обосновались здесь во второй половине XVII века, в 1676 году уже зафиксировано употребление термина «крупчицкие кармелиты». К началу XVIII века завершилось строительство всего монастырского комплекса, куда входил и деревянный католический храм. В 1729 году монастырский комплекс освятили в честь Непорочного Зачатия Девы Марии, в 1738 году при костёле было основано братство Святого Юзефа, в конце XVIII века при монастыре начала действовать приходская школа.
6 сентября 1794 года в ходе восстания Костюшко у стен кармелитского монастыря состоялось Крупчицкое сражение, между русской армией под командованием А. В. Суворова и отрядом восставших под командованием К. Ю. Сераковского, завершившееся тактической победой Суворова. Сам монастырь был при этом существенно разрушен.
После третьего раздела Речи Посполитой (1795 год) в составе Российской империи, с 1801 года Крупчицы принадлежали Озятской волости Кобринского уезда Гродненской губернии.
В 1800 году виленский епископ Я. Н. Капаковский преобразовал монастырский костёл в приходской. После поражения восстания 1830—1831 годов кармелитский монастырь был закрыт, костёл продолжал действовать как обычный приходской католический храм. После подавления восстания 1863—1864 годов был закрыт и костёл, после чего в 1866—1867 годах перестроен в православную церковь.
В 1882 году крупный пожар уничтожил бывшие строения кармелитского монастыря и церковь. Был составлен проект на строительство новой каменной церкви, но по финансовым причинам строительство было отложено почти на 10 лет. В 1891—1894 годах шло возведение Владимирской церкви на месте бывшего кармелитского монастыря, при этом широко использовались в качестве строительного материала камни из руин монастырских построек. Поскольку возведение церкви было закончено в 100-летию Крупчицкой битвы, храм также рассматривался как храм-памятник в ознаменование победы русских войск.
Согласно Рижскому мирному договору (1921) деревня вошла в состав межвоенной Польши, где принадлежала Кобринскому повету Полесского воеводства. С 1939 года — в составе БССР.
В период Великой Отечественной войны Крупчицы были под оккупацией с июня 1941 года по июль 1944 года. 9 жителей деревни были расстреляны захватчиками. В 1956 году на их могиле воздвигли обелиск.
После войны Крупчицы и Рыковичи были объединены в одну деревню Чижевщина. С 1967 по 1989 год храм св. Владимира был закрыт и стоял заброшенный. После возвращения верующим храм был отреставрирован.

## Население

### Численность
- 2019 год — 214 жителей

### Динамика
- 1904 год — 275 жителей[10]
- 1999 год — 269 жителей (перепись населения)
- 2009 год — 219 жителей (перепись населения)[10]
- 2019 год — 214 жителей (перепись населения)

## Достопримечательности
- Владимирская церковь[11][12]. Построена в 1891—1894 годах. Памятник архитектуры неорусского стиля —  Историко-культурная ценность Республики Беларусь, шифр 113Г000259.
- Могила жертв фашизма, на кладбище (1956) —  Историко-культурная ценность Республики Беларусь, шифр 113Д000260. Памятник на могиле жертв фашизма.
- Часовня в память всех погибших в Крупчицком сражении. Возведена в 2004 году, в год 210 годовщины битвы.

Владимирская церковь и могила жертв фашизма включены в Государственный список историко-культурных ценностей Республики Беларусь.